# Audea fumata
Audea fumata är en fjärilsart som beskrevs av Hans Daniel Johan Wallengren 1860. Audea fumata ingår i släktet Audea och familjen nattflyn. Inga underarter finns listade i Catalogue of Life.